# Enniskerry
Enniskerry (Iers: Áth na Scairbhe) is een plaats in het Ierse graafschap Wicklow.
Enniskerry ligt op de kruising van de R117 en de R760 (naar Killough), aan de oever van de Dargle.